# La città delle donne
La città delle donne è un film del 1980 diretto da Federico Fellini.
All'epoca della sua realizzazione, l'opera suscitò grandi polemiche sulla stampa e forti critiche da parte dei movimenti femministi.
Fu presentato fuori concorso al 33º Festival di Cannes.

## Trama

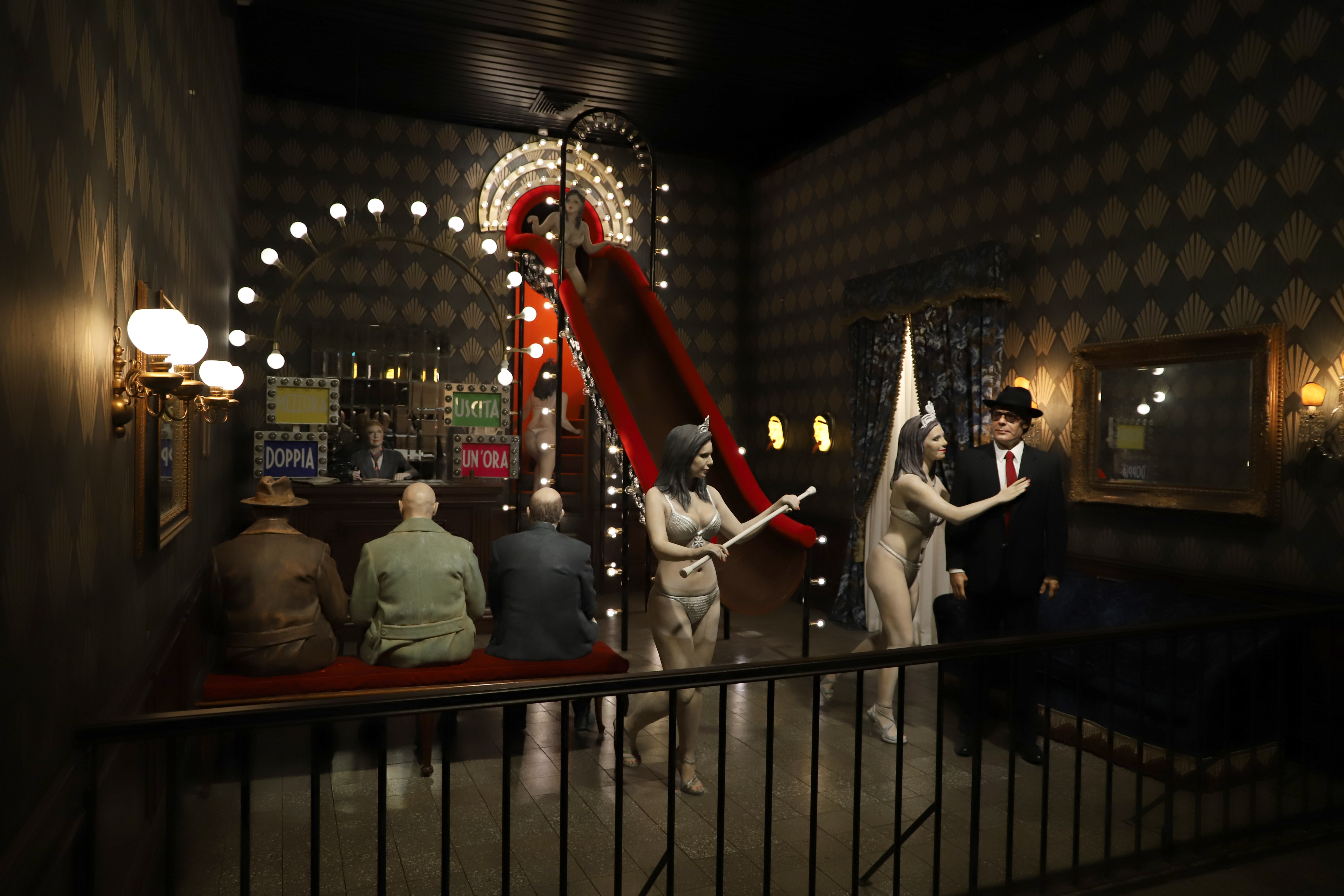
Installazione di Dante Ferretti a Cinecittà su una scena de La città delle donne

Marcello Snàporaz è un uomo maturo ed incauto il quale, durante un tragitto in treno, ha un fugace flirt con una misteriosa signora, che decide di seguire, scendendo alla fermata di un'irreale stazione in mezzo alla campagna.
Seguendo la sconosciuta, Marcello Snàporaz si ritrova in un albergo, nel bel mezzo di un tumultuoso congresso di femministe che parlano per slogan e formule preconfezionate, procedono su temi frusti e rivendicazioni scontate che, tuttavia, il protagonista non riesce a comprendere.
L'atteggiamento ostile delle astanti volge Marcello Snàporaz a una fuga precipitosa e, aiutato da una delle femministe presenti e da una inserviente, riesce a uscire dall'albergo. Fuori dall'albergo, rimasto a piedi dopo essersi separato dalla inserviente, riceve un passaggio da un gruppo di strane ragazze; cercando quindi di scappare da loro, arriva al castello di Katzone, un maturo santone dell'eros che sopravvive nell'adorazione di una femminilità ormai desueta, custodendo gelosamente e metodicamente un'ordinata collezione di testimonianze delle sue conquiste, una sorta di pinacoteca multimediale dove è possibile ascoltare le voci delle donne ritratte nei momenti di intimità, nella vana attesa di un ritorno agli antichi splendori. 

Cattura del film

La notte stessa Marcello scopre sotto il letto della camera dove alloggiava un passaggio segreto che lo conduce a uno strano lungo scivolo (sul quale assiste a visioni delle donne protagoniste della sua infanzia) che finisce in una gabbia. Fatto prigioniero viene condotto in un'aula di tribunale dove, ancora inconscio della propria colpa, viene condannato dalle femministe che lo portano in un'arena dove l'uomo assisterà al proprio pubblico linciaggio uscendone però "vincitore" e riuscendo a uscire da quello strano luogo. Si risveglia sul treno, davanti alla moglie Elena: tutto farebbe pensare a un brutto sogno, ma Marcello nota che i suoi occhiali sono rotti, proprio come nel sogno. Ancora più incomprensibile è per Marcello il fatto che, poco dopo, si siedano accanto a lui tre donne che erano personaggi del suo sogno. Ma il suo volto, inizialmente perplesso e preoccupato, subito cambia e volgendosi alla moglie esprime un compiaciuto atteggiamento di serena indifferenza.

## La critica
Giorgio Carbone ne La Notte, del 29 marzo 1980: "Arrivato sulla soglia della terza età [...] Fellini come regista è (per sua fortuna e nostra) entrato in quella splendida maturità in cui un mostro sacro riesce a profondere i suoi tesori di bravura per il solo piacere di farlo. C’è, dietro la festa delle immagini, dei colori, un piacere di fare del cinema che fin dalle prime scene diventa anche il tuo, di spettatore, come da tempo non ti capitava di provare. [...] Ti lasci portare dalla cavalcata delle invenzioni, e riesci ancora a stupirti (come un ragazzino che ha scoperto da poco il cinema), a ogni sequenza, a ogni inquadratura. Se nella Città delle donne latita la suspense per la storia, o per gli ingredienti (non te ne importa niente di come andranno a finire Snàporaz o Katzone, sai benissimo che a un dato punto arriveranno Rimini e le comparse tettone) c’è la suspense delle immagini, delle trovate sceniche (avverti benissimo che Fellini sta per inventare, ma l’invenzione non sai mai come e a che punto ti arriva)".

## Produzione
Le riprese del film iniziarono il 3 maggio 1979 e terminarono il 28 novembre 1979; il film uscì nelle sale il 28 marzo 1980.
La lavorazione del film venne improvvisamente stravolta a causa della morte dell'attore Ettore Manni, avvenuta il 27 luglio 1979.

## Manifesti e locandine
La realizzazione dei manifesti orizzontali, per le affissioni murali, fu affidata al disegnatore Andrea Pazienza.

## Citazioni
Il cognome del protagonista, Marcello Snàporaz, è citato da Jovanotti nella canzone In orbita, quinta traccia dell'album Safari (2008) e da Caparezza nel brano Eterno Paradosso, ottava traccia dell'album Exuvia (2021). Snaporaz è inoltre il nome di un gruppo musicale livornese attivo dal 1995.

## Curiosità
- L'esclamazione "Vecchio Snàporaz!" che il protagonista ripete più volte durante il corso del film è presente anche in un'altra pellicola di Fellini, 8½ (pronunciata dallo stesso Mastroianni mentre si trova di fronte a uno specchio), come anche i versi "Sgnic, sgnac", che accompagnano i movimenti del personaggio.
- La galleria del treno all'inizio del film è il misterioso tunnel nei pressi dell'Aeroporto di Centocelle, popolarmente ritenuto uno scavo incompiuto di una linea di metropolitana dell'epoca della dittatura, più probabilmente un collegamento tra dei comandi militari.
- La canzone nella scena della corsa in auto è The Visitors di Gino Soccio (1979) ma una delle ragazze la chiama Red One ("quanto dura Red One?"). Le vetture hanno la targa con un'inesistente sigla di provincia, "LR".
- Delle scene sono usate per la sigla della rubrica della Rai Appuntamento al cinema, dal 1981 al 1986.
- Un omaggio al personaggio felliniano si trova nel fumetto Viaggio a Tulum di Milo Manara, in cui uno dei personaggi è caratterizzato dalle sembianze di Marcello Mastroianni e si chiama Snàporaz.
- Per la realizzazione delle scene riguardanti il congresso femminista, Fellini si avvalse dell'ausilio della scrittrice Ippolita Avalli la quale fece confluire sul set numerose femministe, all'epoca impegnate nell'occupazione della "Casa della Donna" (a via del Governo Vecchio, 39 - Roma), che crearono panico e confusione sul set, contestando lo stesso regista.

## Riconoscimenti
- 1980 - Nastro d'argento
  - Regista del miglior film a Federico Fellini
  - Miglior fotografia a Giuseppe Rotunno
  - Migliori costumi a Gabriella Pescucci
  - Miglior scenografia a Dante Ferretti